# Зенф (каталог марок)
«Зенф» (нем. Gebrüder Senfs Katalog) — каталог почтовых марок и других знаков почтовой оплаты всех стран мира, который издавался ежегодно с 1892[≡] по 1944 год предприятием братьев Зенф. На протяжении многих лет считался наиболее популярным среди филателистов Европы.

## История и описание
Вслед за первыми отдельными каталогами, опубликованными в Европе частными лицами, несколько позже, с середины 1860-х годов, начали появляться ставшие затем известными и широко распространёнными каталоги, которые печатались филателистическими фирмами. Одним из первых подобных изданий был немецкий каталог братьев Зенф из Лейпцига. С 1892 года каталог стал выходить ежегодно[≡] и долгое время имел большую популярность.
В 1892—1925 годах издание называлось «Иллюстрированный каталог знаков почтовой оплаты братьев Зенф» («Gebrüder Senfs Illustrierter Postwertzeichen-Katalog») и содержало описание почтовых марок и цельных вещей[≡]. Так, в 1921 году каталог описывал более 50 тысяч только основных номеров, без разновидностей.
В 1926—1948 годах ежегодник печатался в виде каталога почтовых марок — под названием «Иллюстрированный каталог почтовых марок братьев Зенф» («Gebrüder Senfs Illustrierter Briefmarken-Katalog»). Помимо почтовых, в нём были также помещены сберегательные марки, в частности, употреблявшиеся в РСФСР в качестве почтовых.
Каталог братьев Зенф лежал в основе издававшегося в 1950—1980 годах в ГДР каталога почтовых марок «Липсия».

## Оценка
Польские авторы Гросс и Грыжевский (1977) дали следующую оценку этому каталожному изданию:
Нужно сказать, что каталог братьев Зенф заметно отдавал предпочтение немецким маркам; более того, в нём чувствовался националистический акцент, часто находивший своё выражение в негативном отношении к маркам других государств, особенно славянских. После первой мировой войны и поражения Германии каталог братьев Зенф потерял свою популярность, а в Польше вообще перестал употребляться. Аналогичное положение сложилось после разгрома гитлеровского рейха, когда перестали выходить многие немецкие каталоги, чем очень быстро воспользовались другие фирмы, например фирма «Цумштейн» (Швейцария), каталог которой стал популярным только после второй мировой войны.

## Интересные факты
- В каталоге братьев Зенф 1876 года была приведена низкая стоимость редко встречающихся газетных марок Австрии — жёлтого, розового и красного «меркуриев» — всего лишь по 50 пфеннигов за один экземпляр. Это объясняется тем, что в XIX веке в течение многих лет на ценность этих марок не обращали особого внимания, а некоторые каталоги того времени вообще о них не упоминали[8].
- Первый ежегодный выпуск популярного каталога лейпцигской фирмы «Зенф» увидел свет в 1892 году одновременно в Лейпциге[≡] и в Санкт-Петербурге. При этом русскоязычный вариант каталога был издан от имени русского филателиста Константина Роде[9].